# Panzerbefehlswagen

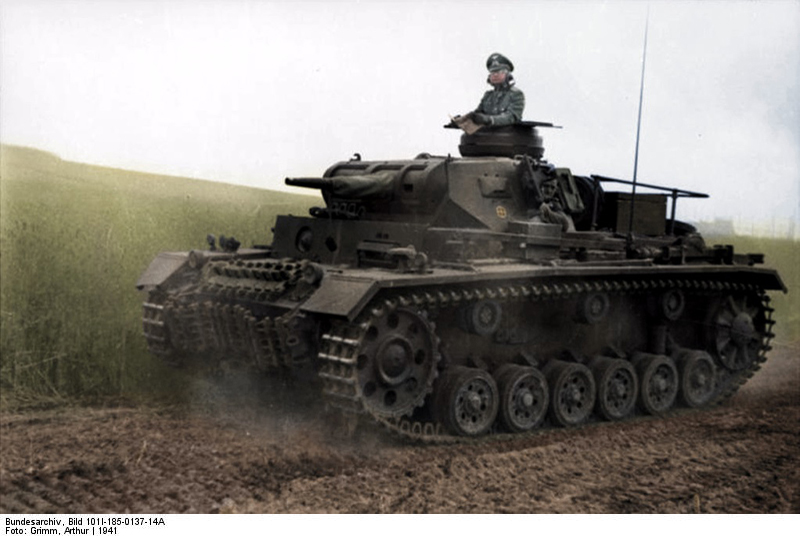
Befehlpanzer III, Yougoslavie, colorisé

Le terme Panzerbefehlswagen (abrégé PzBef) désigne un véhicule de commandement blindé allemand. Ce type de véhicule est destiné aux commandants d’unités dirigeant des groupes d'une quinzaine de chars au sein des Panzerdivisions.
Il est le plus souvent une variante des chars d'assaut allemands (Panzerkampfwagen) mais peut également être dérivé d'autres véhicules blindés comme le semi-chenillé Sd.Kfz. 250. Ce type de véhicule est modifié pour libérer de la place au profit des équipements de communication afin de permettre la diffusion des ordres.

## Versions successives
Toutes les versions des chars d'assaut allemands de la Seconde Guerre mondiale à l'exception du Tigre II, ont été déclinés en véhicules de commandement.

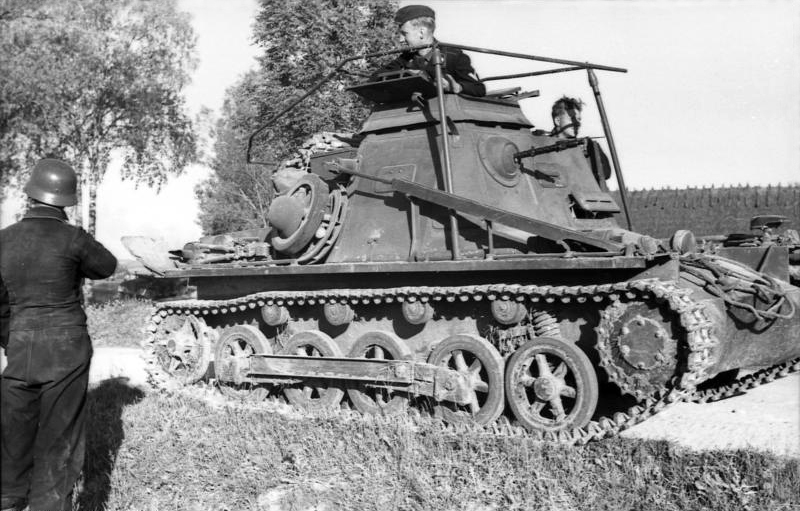
Befehlspanzer 1, Russie

Le châssis du Panzer I est utilisé pour créer le premier char de commandement de l'armée allemande, le Kleiner Befehlspanzer I ou Sd.Kfz. 265, conçu par Krupp et produit à 190 exemplaires (184 à partir de l'Ausf. B) entre 1935 et 1937 par Daimler-Benz. La tourelle rotative est supprimée et remplacée par une haute casemate fixe afin d'accueillir deux radios (Fu2 et Fu6) et son opérateur en plus du conducteur et du commandant. Une antenne en forme de cadre entoure la casemate pour améliorer la transmission. Pour réduire l'exiguïté de l'intérieur, le char ne dispose que d'une seule mitrailleuse cependant souvent retirée. Ces blindés sont progressivement remplacés par des véhicules plus adaptés avant 1942. Un exemplaire est conservé aujourd'hui au musée des Blindés de Bovington.
Le Panzerkampfwagen 38(t) était la version de commandement du Panzer 38(t). Il était équipé d'équipements radio supplémentaires dont une antenne cadre monté sur le compartiment moteur.

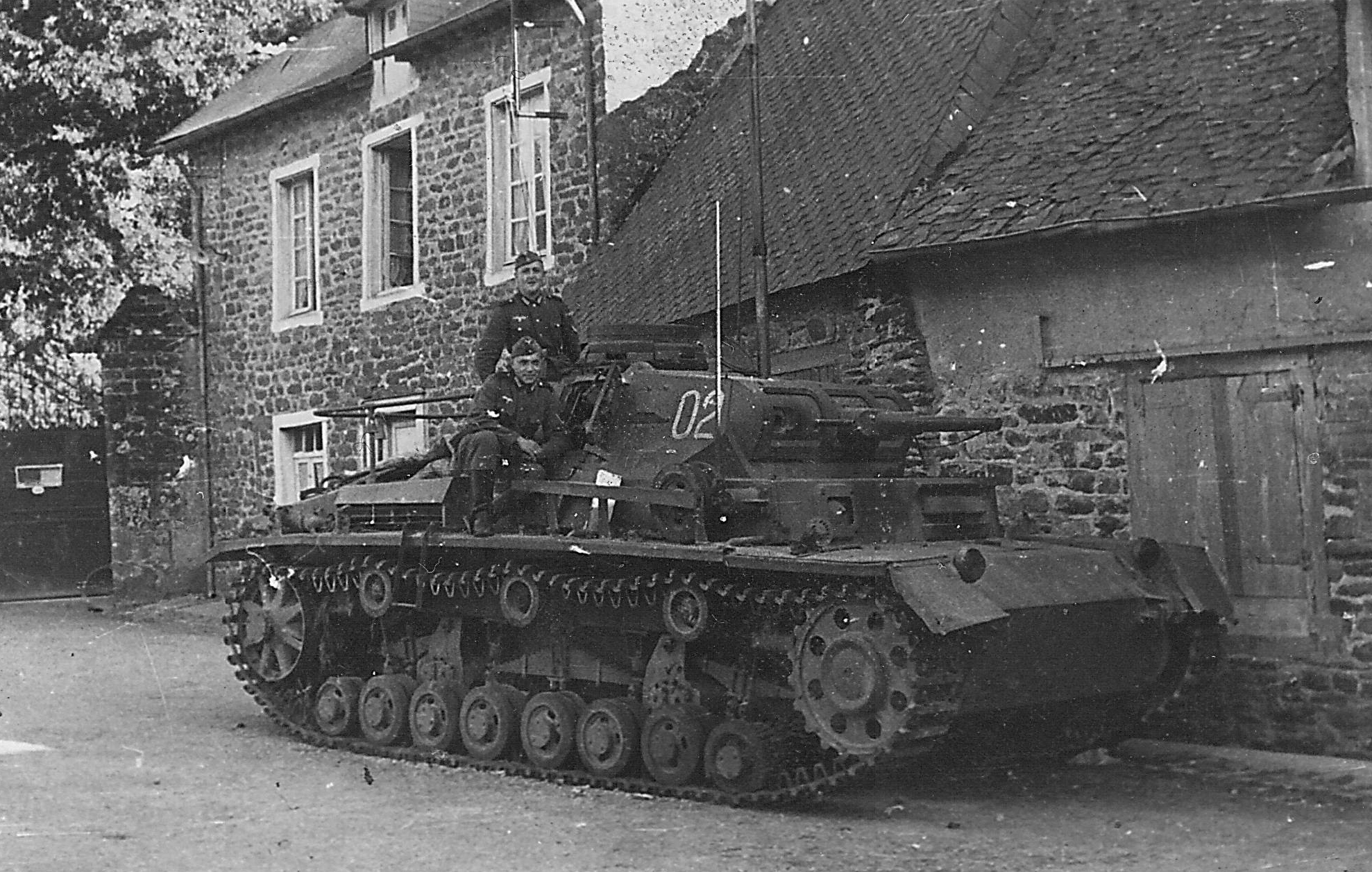
Panzerbefehlswagen III, France, 1940

Le Panzerbefehlswagen III est équipé d'un canon factice et de radios à longue portée.
Le Panzerbefehlswagen IV (PzBefWg IV) est produit à 97 exemplaires, convertis à partir de modèles Ausf. « H » en 1944, par l'ajout d'une radio supplémentaire.
Le Panzerbefehlswagen Tiger dispose de davantage d’équipement radio, avec un émetteur-récepteur FuG7 ou FuG8 en plus du FuG5 dont sont équipés tous les Tigre. Il est reconnaissable à l’antenne supplémentaire située à l’arrière de la caisse permettant d’opérer cet équipement : une antenne en étoile pour le FuG8 ou une antenne droite de 1,4 m pour le FuG7. Un générateur permet d’alimenter en électricité les radios lorsque le moteur est éteint. Afin de permettre l’installation de ce matériel, la version de commandement emporte seulement 66 obus et ne dispose pas de la mitrailleuse coaxiale.